# Francisca Dorotea

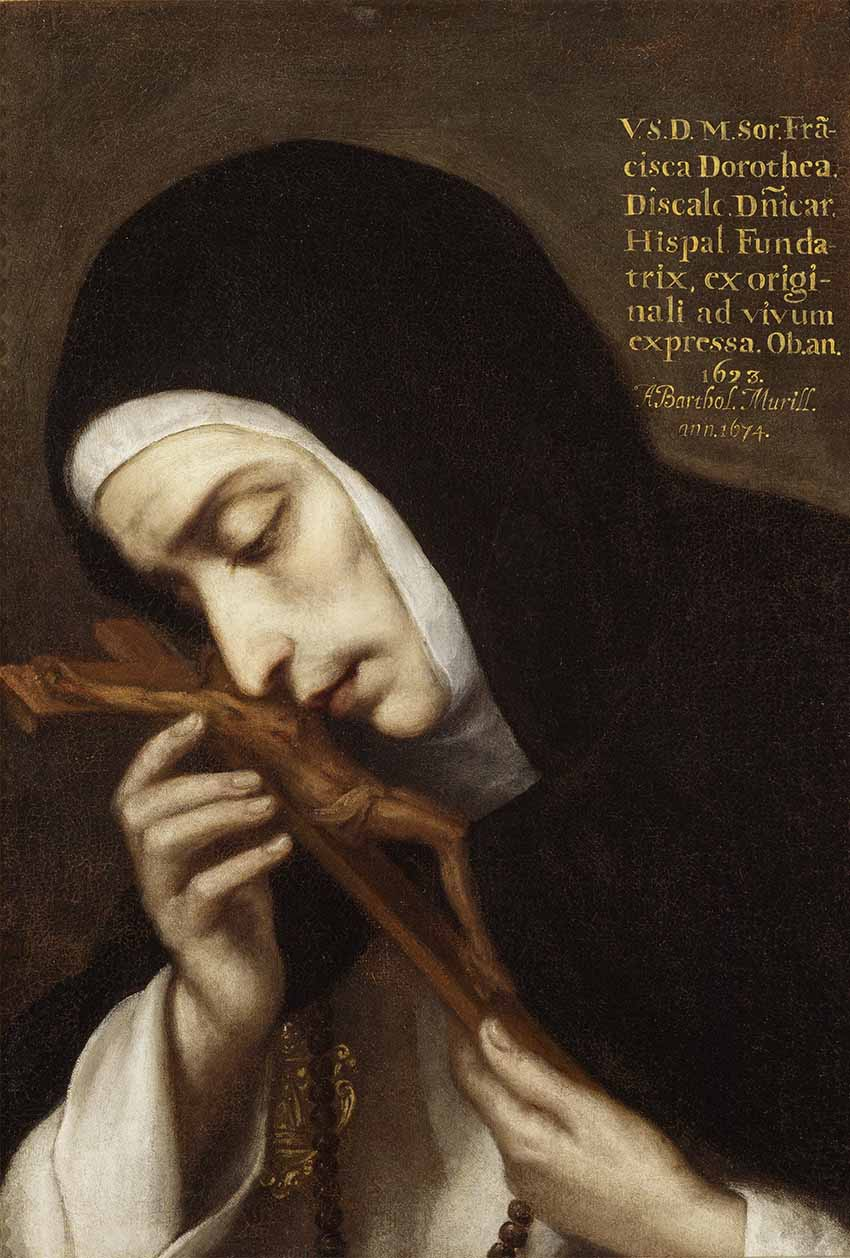
Bartolomé Esteban Murillo, Sor Francisca Dorotea, 1674. Óleo sobre lienzo, 44 x 30 cm, Sevilla, Catedral, capilla de Santiago. Inscripción: «V.S.D.M. Sor. Frã/cisca Dorothea, / Discalc. Dñicar / Hispal. Funda/trix, ex origi-/nali ad vivum / expressa. Ob. an. / 1623. / A. Barthol. Murill. / ann. 1674».

Sor Francisca Dorotea (Santiago de Compostela, 1558-Sevilla, 1623) fue una monja dominica descalza española, fundadora del convento de Santa María de los Reyes de Sevilla. En 1630 se inició el proceso de beatificación, elevado a la Congregación de los Sagrados Ritos de Roma en 1642, y en 1777 quedó definitivamente interrumpido.

## Biografía
Hija de Gaspar Bernaldo de Villada, natural de Guadalajara, y de la malagueña Catalina Vivas Lucero, nació el 6 de febrero de 1558 en Santiago de Compostela, donde un familiar de su madre ejercía de canónigo. Pronto la familia se trasladó a Sevilla, a la que habían retornado desde América los abuelos paternos. En 1590 fundó una comunidad de dominicas y, tras varios cambios de sede y distintas aprobaciones, fundó en 1611 el convento de Santa María de los Reyes, en el que profesó en 1613 y falleció el 13 de marzo de 1623.
En el curso del proceso de beatificación el canónigo Juan de Loaysa, postulador de la causa, encargó en 1674 a Murillo el retrato de la monja, copiado del que se le hizo en el lecho de muerte según explica la inscripción en letras doradas que se incorporó al propio lienzo posiblemente en 1688, cuando Loaysa lo donó a la catedral. De él hizo un dibujo —y un grabado calcográfico— Cornelio Schut para ser grabado en Amberes por Martin Bouché en 1683. Recoge el momento que todas las biografías de la venerable recogen como el más relevante de su biografía, cuando agonizante y sufriendo una intensa sed pidió un crucifijo a sus hermanas —que no querían darla de beber por no alargar la agonía— y acercándolo a la boca succionó de la llaga del costado de Cristo un líquido invisible que calmó su sed.
Su biografía fue escrita por Juan de Salinas, que había sido su confesor e impulsor de la apertura del proceso de beatificación, aunque quedó inédita cuando un decreto de Urbano VIII ordenó paralizar las causas de beatificación hasta pasados cincuenta años de la muerte. Al retomarse la causa, años más tarde, el jesuita Gabriel de Aranda, que también escribió la biografía del padre Fernando de Contreras —cuyo proceso de beatificación discurría paralelo— redactó una nueva biografía de la dominica con el título Vida de la venerable Madre soror Francisca Dorothea, fundadora de las Religiosas Descalzas de el Convento de Nuestra Señora de los Reyes del Orden de el glorioso Patriarcha Santo Domingo de la ciudad de Sevilla, en Sevilla, por Tomás López de Haro, 1685, y de ella hizo una versión compendiada Juan José Illánez, Vida abreviada de la Ven. Madre Sor Francisca Dorotea, Fundadora del Religiosíssimo Convento de Dominicas Descalzas de Sevilla, Que para extender sus noticias con más facilidad a los devotos que las ignoran, y avivarlas en los que las saben, De orden superior, y a instancias de dichas Religiosas, Da a luz... Don Juan Joseph Illánez, Presvytero , en Sevilla, en casa de Juan Francisco Blas de Quesada, impresor mayor, 1734. 